# NGC 677
NGC 677 je eliptická galaxie v souhvězdí Berana. Její zdánlivá jasnost je 12,2m a úhlová velikost 2,0′ × 2,0′. Je vzdálená 232 milionů světelných let, průměr má 135 000 světelných let. Galaxii objevil  William Herschel.